# Mario Ferrari
Mario Ferrari (Roma, 3 settembre 1894 – Roma, 28 giugno 1974) è stato un attore e doppiatore italiano, attore di cinema, teatro, televisione e radio.

## Biografia
Figlio di Giovanni Achille Ferrari e di Eroma Ferraguti, dopo aver ottenuto il diploma di attore alla Scuola di Recitazione di Firenze, diretta da Luigi Rasi, entra nella Compagnia Stabile del Teatro Argentina di Roma diretto da Virgilio Talli nella stagione 1914-15. Costretto ad interrompere la carriera d'attore per lo scoppio della prima guerra mondiale alla quale partecipa come pilota aviatore, venendo congedato alla fine del conflitto con il grado di capitano e fregiandosi di una decorazione al valor militare.

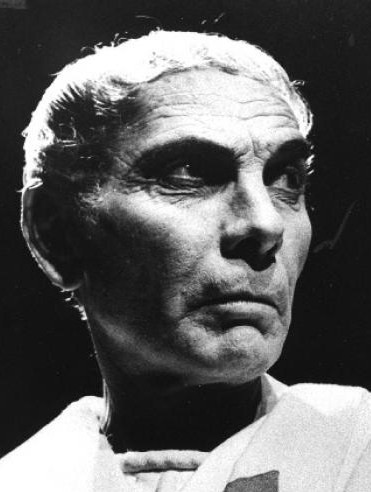
Mario Ferrari sulla scena teatrale di Giulio Cesare per la regia di Giorgio Strehler (1953)

Riprende la sua attività artistica passando da generico primattore a primattore lavorando con primarie compagnie come quella di Luigi Carini, la De Riso-Calò, quella di Tullio Baghetti, Lamberto Picasso, Ernesto Sabbatini, Ruggero Ruggeri, Lamberto Picasso, Giovacchino Forzano, Adriano Tilgher con la sua compagnia del Teatro Moderno e Ugo Farulli nel 1927.
Nel 1930 è tra i principali interpreti delle tragedie di Vittorio Alfieri rappresentate ad Asti per divenire capo compagnia nei primi anni quaranta sotto la direzione di Luigi Carini e recitare accanto a Nella Maria Bonora durante il secondo conflitto.
Nel dopoguerra entra nella Compagnia del Teatro Nazionale diretta da Guido Salvini e successivamente in quella del Teatro Anteo di Roma (1951). Poi è con la Torrieri-Gassman-Zareschi (1952), quindi con il Piccolo di Roma (1953) e il Piccolo di Milano (1954) dove viene diretto da Giorgio Strehler.
Passa quindi alla Compagnia del Nuovo Teatro (1955), nella Compagnia Italiana diretta da Turi Vasile (1956) ed in quella del Piccolo di Torino (1957). Quindi prosegue con altre compagnie (Teatro del Popolo di Bologna per tornare poi al Teatro Moderno di Roma) continuando a calcare le scene sino agli anni sessanta.
Nel cinema esordisce nel 1920 con alcuni film muti, ma è con l'avvento del sonoro che la sua voce calda, virile e avvolgente gli consente di imporsi al grande pubblico. Viene diretto, tra gli anni trenta e quaranta, prevalentemente da Blasetti, Alessandrini e Brignone ostentando baffi sottili, che sfoggia fin dagli anni della gioventù, dei quali si priva solamente per interpretazioni che lo obblighino a farlo e che lascia infoltire sempre per ragioni sceniche. I baffi caratterizzano il suo volto dai tratti decisi e rigorosi che mitigano l'assenza di un fisico prestante e sicuramente non aitante. Ferrari resta comunque il prototipo dell'italiano fiero ed irriducibile, mai disposto a scendere a compromessi, ruoli che lo obbligano a non sfuggire al cliché di uomo granitico, integerrimo, rigoroso e a tratti severo che lo spinge spesso ad interpretare il ruolo di ufficiale - che in fin dei conti gli appartenne anche nella vita - o di padre fedele alle tradizioni, con un grande senso dell'onore anche se dal cuore grande. Mario Ferrari rappresenta nell'Italia fascista degli anni trenta e quaranta - assieme a Fosco Giachetti, Carlo Ninchi, Amedeo Nazzari - l'immagine dell'eroe positivo, senza macchia e senza paura, a cui ispirarsi. Pur venendo relegato troppo spesso in ruoli di attore non protagonista, la sua carriera cinematografica è lunghissima e si affianca ad una intensa attività radiofonica e televisiva. Era sposato con l'attrice Claudia Baghetti, figlia del grande attore Aristide Baghetti.

## Doppiaggio
Inizia a lavorare nei studi di doppiaggio nei primi anni trenta. Doppia numerosi celebri attori quali, Boris Karloff, Lionel Jeffries, John Barrymore, Henry Daniell, Lloyd Nolan, Erich von Stroheim, Ian Keith e molti altri. Ma si afferma soprattutto come voce italiana (alternandosi con Mario Pisu e Roldano Lupi) di Walter Pidgeon che doppierà in numerosi film. Inoltre è la voce narrante di diverse pellicole come Il terzo uomo e La grande missione. In prevalenza lavorerà presso le Cooperative di doppiaggio C.D.C., e O.D.I., di Roma.
- Walter Pidgeon in Duello mortale, Fiori nella polvere, La signora Parkington, Grand hotel Astoria, Vacanze al Messico, La saga dei Forsyte, Addio signora Miniver, A qualsiasi prezzo
- Boris Karloff in La mummia, La casa dei Rothschild, La voce magica, Gianni e Pinotto e l'assassino misterioso, La jena
- Douglass Dumbrille in La gioia della vita, Sogno di prigioniero
- Sidney Blackmer in La distruzione del mondo
- Marcel Dalio in La grande illusione
- Reginald Denny in La casa dei nostri sogni
- Charles Dingle in Bernadette
- Furlanetto in Vita da cani
- Ian Keith in I tre moschettieri
- Livio Lorenzon in La barriera della legge
- Eugene Pallette in Sposa contro assegno
- Guy Standing in I lancieri del Bengala
- Torin Thatcher in Il pirata Barbanera
- Erich von Stroheim in I cinque segreti del deserto
- Anton Walbrook in Mascherata
- Voce narrante in Il terzo uomo

## Filmografia parziale

Mario Ferrari nel film 1860 (1934)

Mario Ferrari nel film Quelli della montagna (1943)

- Il milione, regia di Mario Bonnard (1920)
- Palio regia di Alessandro Blasetti (1932)
- La tavola dei poveri, regia di Alessandro Blasetti (1932)
- La maestrina, regia di Guido Brignone (1933)
- O la borsa o la vita, regia di Carlo Ludovico Bragaglia (1933)
- Villafranca, regia di Giovacchino Forzano (1934)
- La signora di tutti, regia di Max Ophüls (1934)
- 1860, regia di Alessandro Blasetti (1934)
- L'impiegata di papà, regia di Alessandro Blasetti (1934)
- La città dell'amore, regia di Mario Franchini (1934)
- Passaporto rosso, regia di Guido Brignone (1935)
- Lorenzino de' Medici, regia di Guido Brignone (1935)
- Ma non è una cosa seria, regia di Mario Camerini (1936)
- Re di danari, regia di Enrico Guazzoni (1936)
- Cavalleria, regia di Goffredo Alessandrini (1936)
- L'anonima Roylott regia di Raffaello Matarazzo (1936)
- Una donna tra due mondi, regia di Goffredo Alessandrini (1936)
- Marcella, regia di Guido Brignone (1937)
- Condottieri, regia di Luis Trenker (1937)
- Ettore Fieramosca, regia di Alessandro Blasetti (1938)
- Luciano Serra pilota, regia di Goffredo Alessandrini (1938)
- Il conte di Bréchard, regia di Mario Bonnard (1938)
- Orgoglio, regia di Marco Elter (1939)
- Traversata nera, regia di Domenico Gambino (1939)
- Abuna Messias, regia di Goffredo Alessandrini (1939)
- Terra di nessuno, regia di Mario Baffico (1939)
- Ultima fiamma (La última falla), regia di Benito Perojo (1940)
- L'uomo della legione, regia di Romolo Marcellini (1940)
- Piccolo alpino, regia di Oreste Biancoli (1940)
- La peccatrice, regia di Amleto Palermi (1940)
- Il cavaliere senza nome, regia di Ferruccio Cerio (1941)
- Redenzione, regia di Marcello Albani (1942)
- Giungla, regia di Nunzio Malasomma (1942)
- Giarabub, regia di Goffredo Alessandrini (1942)
- Divieto di sosta, regia di Marcello Albani (1943)
- Quelli della montagna, regia di Aldo Vergano (1943)
- La storia di una capinera, regia di Gennaro Righelli (1943)
- All'ombra della gloria, regia di Pino Mercanti (1945)
- La carne e l'anima, regia di Vladimir Striževskij (1945)
- I dieci comandamenti, regia di Giorgio Walter Chili (1945)
- Vanità, regia di Giorgio Pàstina (1946)
- I cavalieri dalle maschere nere (I Beati Paoli), regia di Pino Mercanti (1948)
- Rondini in volo, regia di Luigi Capuano (1949)
- Il leone di Amalfi, regia di Pietro Francisci (1950)
- Strano appuntamento di Dezső Ákos Hamza (1950)
- Tormento, regia di Raffaello Matarazzo (1950)
- Piume al vento, regia di Ugo Amadoro (1951)
- Menzogna, regia di Ubaldo Maria Del Colle (1952)
- Chi è senza peccato..., regia di Raffaello Matarazzo (1952)
- La regina di Saba, regia di Pietro Francisci (1952)
- Lulù, regia di Fernando Cerchio (1953)
- Madonna delle rose, regia di Enzo Di Gianni (1953)
- Noi peccatori, regia di Guido Brignone (1953)
- Io, io, io... e gli altri, regia di Alessandro Blasetti (1966)

## Prosa teatrale

Mario Ferrari in Giulio Cesare (1953)

- Detective story, di Sidney Kingsley, regia di Luigi Squarzina, prima al Teatro Valle di Roma, 30 gennaio 1951
- La vedova scaltra, di Carlo Goldoni, regia di Luigi Squarzina, prima al Teatro Valle di Roma, 27 maggio 1951
- Giulio Cesare, di William Shakespeare, regia di Giorgio Strehler, prima al Piccolo Teatro di Milano il 20 novembre 1953
- L'adorabile Giulio, di Garinei e Giovannini (Teatro Sistina. Roma, 23 novembre 1957)

## Prosa radiofonica Eiar
- Autunno, commedia di Gherardo Gherardi, regia di Guglielmo Morandi, trasmessa il 8 aprile 1943

## Prosa radiofonica Rai
- Avventure con Don Chisciotte, di Cesare Meano, regia di Eugenio Salussolia, trasmessa il 19 gennaio 1953

## Prosa televisiva Rai

Luciano Alberici, Luisella Boni e Mario Ferrari durante le prove di Pane altrui (1956)

- Il revisore, commedia di Nicolaj Gogol, regia di Camillo Mastrocinque, trasmessa il 3 luglio 1955
- Pane altrui, dramma di Ivan Turgenev, regia di Tatiana Pavlova, trasmesso il 22 giugno 1956
- Maria Stuarda, di Friedrich Schiller, regia di Claudio Fino, trasmessa il 7 novembre 1958.
- Una tragedia americana, 1962, regia di Anton Giulio Majano
- La storia di Re Enrico IV, di William Shakespeare, regia di Sandro Bolchi, trasmessa il 17 febbraio 1963
- Mosè, regia Gianfranco De Bosio, trasmesso dal 22 dicembre 1974 al 26 gennaio 1975